# Yau Tsim Mong

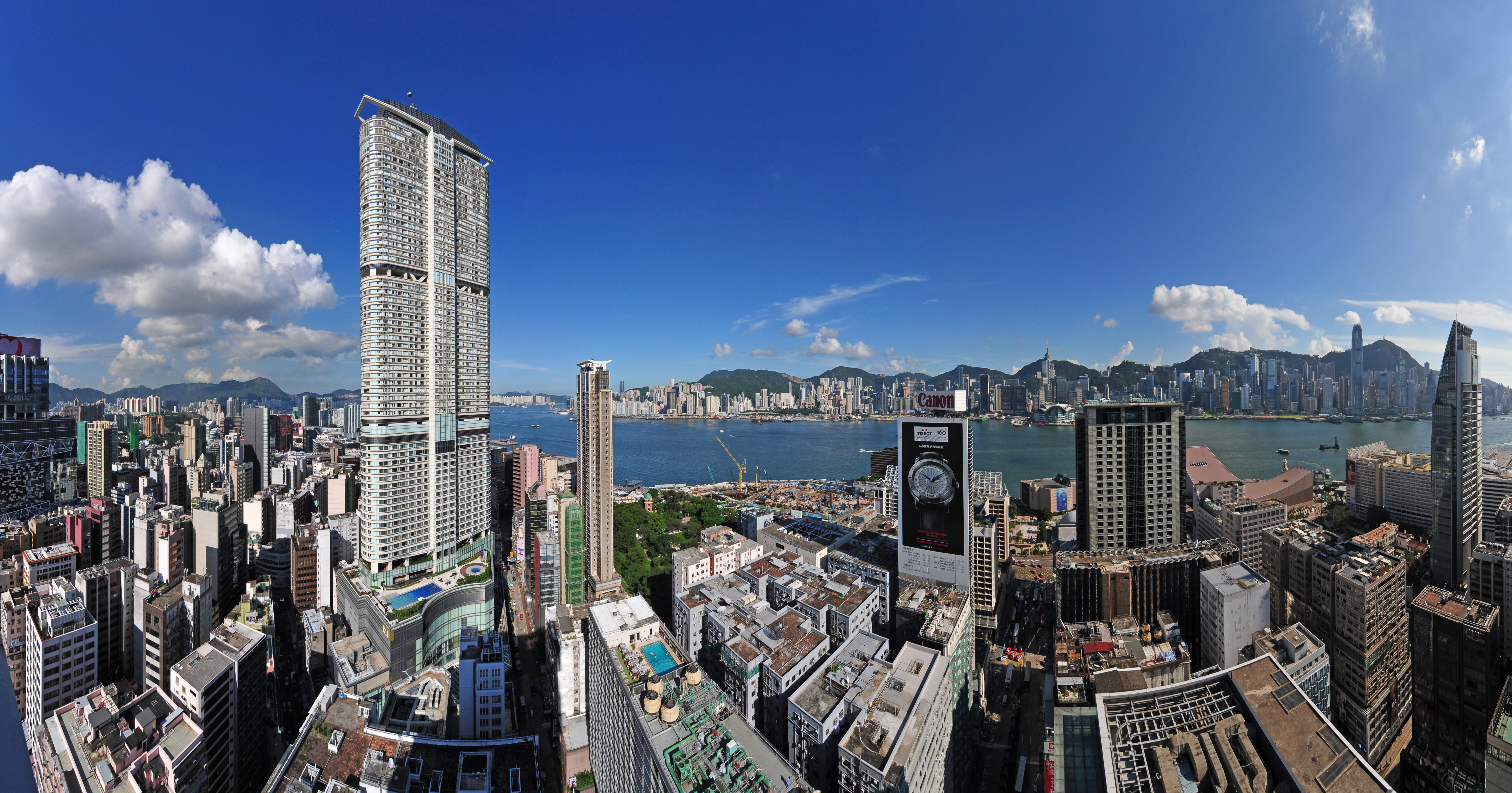
Tsim Sha Tsui

Yau Tsim Mong (chin. trad.: 油尖旺區) – jedna z 18 dzielnic Specjalnego Regionu Administracyjnego Hongkong Chińskiej Republiki Ludowej. 
Dzielnica położona jest w zachodniej części regionu Koulun. Powierzchnia dzielnicy wynosi 6,55 km², liczba ludności według danych z 2006 roku wyniosła 280 548, co przekłada się na gęstość zaludnienia wynoszącą 40 136 os./km².